# 日向敏文
日向 敏文（ひなた としふみ、1955年2月23日 - ）は、東京都大田区出身の作曲家、ピアニスト。
弟は音楽プロデューサー、作曲家、キーボーディストの日向大介。

## プロフィール
幼稚園からヤマハオルガン教室に通ったのち、ピアノ教室に移行し高校を卒業するまでレッスンを受けていた。ピアノを習っていた一方、高校生の頃にローリング・ストーンズなどの洋楽ロックに没入し、デルタ・ブルースも聴いていた影響で、ブルースにも関心を持つようにもなったという。
学習院高等科卒業後に渡英。ユースホステルに滞在しながらオートバイ会社でアルバイトするも帰国。その後、アメリカのノースランド大学に環境学を勉強するために留学する。
ウィスコンシン州のバーでバークリー音楽大学にトランペットを演奏しているミュージシャンとブルースバンドを結成し、キーボードを担当した。そのバンドのメンバーから勧誘されたことがきっかけで、1976年にバークリーへ転校し、2年間ジャズを中心に学修するが、1978年にミネソタ大学ツインシティー校に転校。そこで4年間クラシックピアノを専攻し、音楽理論や作曲を勉強した。
ミネソタ大学ツインシティー校を卒業後は、実弟である日向大介と共同で、東京に個人事務所「AVR Corporation」及びレコーディングスタジオ「STUDIO AVR」を設立。
ミネソタ州を活動拠点に音楽活動を開始し、1985年にアルファレコードからアルバム『サラの犯罪』でデビュー。中山美穂や、Le Coupleをはじめ、松たか子、KOKIA、竹内結子、ダイアナ・ロス等の楽曲提供や、楽曲プロデュース、テレビドラマ『東京ラブストーリー』『愛という名のもとに』『ひとつ屋根の下』などの劇伴も手がけている。
2021年に、アルファミュージックからリリースされたアルバムの配信がソニー・ミュージックダイレクトより開始され、1986年に発表した『ひとつぶの海』に収録されている「Reflections」は、Spotifyの再生回数が2021年11月時点で2,280万回を記録し、配信開始2か月で700万回再生を達成し、2025年5月時点でのストリーミング再生回数は1億3000万超えを記録した。
2022年、2009年に発表したオリジナルアルバム『いつかどこかで』以来、13年ぶりとなる作品『Angels in Dystopia Nocturnes & Preludes』が7月27日にリリースされた。
2025年、14作目となるオリジナルアルバム『the Dark Night Rhapsodies』が6月25日にリリースされた。この作品は全曲を通して、ブダペスト・スコアリング交響楽団の演奏によるフルオーケストラ作品で、2025年2月にブダペストで録音された。

## 作風
基本的に大げさなアレンジを嫌い、「劇的な間奏で盛り上げる」「バックトラックを目立たせる」という演出を使用しない。その方針について、藤田恵美からは「歌を一番大切に考えている」と信頼を示している。
音色にこだわってしまう性分で、音色の研究に1日7～8時間かけてしまうこともある。そのため、作曲作業と並行しないで切り離して行う時間を作る。
コンピューターを駆使しての音楽作りに対しては「全てを自分の手中に収められるから、コントロールが効く」と肯定的に捉えている。反面、「スタジオミュージシャンが自分の思い通りにプレイしてくれるのか」という答えのない疑問に必ず立ち会うため、なるべく機械的にならないようにしている。

## 制作姿勢
オリジナルアルバムは、「1人のミュージシャンがアルバムを作る」と言うロマンティックな過程がある。「この曲はこうイメージしているから、こうしたいんだ」「自分はこういうアーティストだから、こういう雰囲気でいく」というのがある。
オリジナルアルバムの理想は「たまたま作っていた曲が良い形で集まってきて、1つのまとまったテーマの固まりを持った状態。出来れば期間も長い区切りが無い方がいい」を目標としている。
サウンドトラックは、「こういうドラマにするから、こういう曲を作って欲しい」「こういう場面があるから、こういう雰囲気のある曲を作って欲しい」というリクエストを短い締め切りを守りながら取り組む。演出家も人間だから、制作過程で気が変わると同時に、注文も変わっていき、最初に作ってあったメロディ・雰囲気を全て変えなきゃいけない時もある。例えば「ヴァイオリンのパートをサックスのパートにして欲しい」と言われた時にすぐ対応できる様に「どちらでも合いそうなメロディにする」「他の楽器の音色では合わない曲は、最初から作らない」と対策をたてる。特にテレビドラマは「メインキャラクターが中心に動いていく世界」と捉えており、それに演出家・プロデューサーが『どういうドラマにしたいか』という考え方・背景にどんな要素があるかで、音楽も変わってしまう。もちろん自分勝手に出来るわけじゃないから、何度も話し合った上で初めて曲が出来る。
本放送開始の3ヶ月前に「やるかどうかわからないけど、スケジュール空いてる?」と連絡がくる。その時点だと役者が変更になったり、スポンサーが乗り気じゃなかったり、企画そのものが無くなってしまったり、音楽を担当する人自体が変わることもある。第1回目の脚本ができる頃にスタッフ・キャスト・世界観がようやく固まっていることが多い。
サウンドトラックのCDを作る企画が同時に立ち上がると、スケジュールとしても最低1ヶ月はかかるため、そこから「1曲に対しての色んなバージョン」「細かい場面の短い曲をいつまでに作るか」と逆算的にスケジュールを組んでいく。
ポリシーとして、「家庭で普通に見られて、流せる劇判を作る」「サウンドトラックのCDが売れるのは、キャラクター・物語・レイアウトに引き付けられているだけで、音楽はどこまでいっても副産物でしかない。起用する側は正直どんなミュージシャンでもいいわけ」「マンネリにならないこと」「常にインスピレーションを磨いておくこと」としている。

## 「Reflections」のサンプリングにおける訴訟
アメリカのラッパーであるTrefuegoが、2019年に発表した「90mh」にサンプリングとして使用され、再生回数が2億を越える大ヒットになっていたが、Sony Musicが「Reflections」を無断使用しているとして、2021年1月にTrefuego側へ連絡を取ったものの「著作権侵害行為の中止と是正を求める原告側の要求を無視し、2022年8月にSonyが削除命令を出すまで公開されたままだった」と訴訟を起こし、続けて「Trefuegoは著作権法や原告らの権利を無視して、日向の創造性と人気に便乗しようと図々しくも企んだ」と主張した。2024年4月にテキサス州東部地区連邦地方裁判所において、Trefuego側が80万ドルの損害賠償を支払う判決が下った。

## ディスコグラフィ

### シングル
|                  | 発売日           | タイトル                                                               | c/w | 規格             | 規格品番         |                  |
| アルファレコード | アルファレコード | アルファレコード                                                       | アルファレコード | アルファレコード | アルファレコード | アルファレコード |
| ---------------- | ---------------- | ---------------------------------------------------------------------- | --- | ---------------- | ---------------- | ---------------- |
| 1st              | 1991年4月1日     | リカのテーマ (スペシャル・ヴァージョン) (RICA'S THEME-SPECIAL VERSION) | グッド・イヴニング, ハートエイク (GOOD EVENING, HEARTACHE) エンド・タイトル (END TITLE)                                              | 8cmCD            | ALDA-26          |                  |
| 2nd              | 1991年7月1日     | ラ・コート・サンセット (La Côte, Sunset)                               | 異国の女たち (Exotic Women) | 8cmCD            | ALDA-28          |                  |
| 3rd              | 1992年2月21日    | メイン・テーマ〜フレンズ (Main Theme〜Friends)                         | ヤング・メモリー〜貴子のテーマ (シングル・ヴァージョン) (Young Memory〜Takako's Theme)                                               | 8cmCD            | ALDA-45          |                  |
| 4th              | 1993年5月1日     | ライク・ア・レインストーム (Like a Rainstorm)                          | Candy | 8cmCD            | ALDA-75          |                  |
| 5th              | 1993年5月1日     | 悠希のテーマ〜メインテーマ                                             | Coming Home You and I | 8cmCD            | ALDA-82          |                  |
| 6th              | 1994年2月1日     | メイン・タイトル〜イザカヤ・ストーリー (Main Title - Izakaya Story)    | ホエン・サマー・イズ・ゴーン (When Summer Is Gone) シー・イズ・ソー・ファイン (She Is So Fine)                                       | 8cmCD            | ALDA-109         |                  |
| 7th              | 1994年6月1日     | マドルガーダ・セレーナ 〜朝もやの海 (Madrugada Serena)                 | ホエン・ユー・カム・ホーム - ピアノヴァージョン (When You Come Home - Poano Version) ホエン・ユー・カム・ホーム (When You Come Home) | Maxi             | ALCA-1002        |                  |

### アルバム

#### オリジナルアルバム
|                      | 発売日           | タイトル                                                      | 規格                    | 規格品番         |
| アルファレコード     | アルファレコード | アルファレコード                                              | アルファレコード        | アルファレコード |
| -------------------- | ---------------- | ------------------------------------------------------------- | ----------------------- | ---------------- |
| 1st                  | 1985年8月25日    | サラの犯罪 (Sarah's Crime)                                    | LP                      | ALR-28069        |
| 1st                  | 1986年2月25日    | サラの犯罪 (Sarah's Crime)                                    | CD                      | 32XA-58          |
| 2nd                  | 1986年2月25日    | 夏の猫 (Chat d'Ete)                                           | LP                      | ALR-28077        |
| 2nd                  | 1986年2月25日    | 夏の猫 (Chat d'Ete)                                           | CD                      | 32XA-59          |
| 3rd                  | 1986年11月28日   | ひとつぶの海 (Reality In Love)                                | LP                      | ALR-28091        |
| 3rd                  | 1986年11月28日   | ひとつぶの海 (Reality In Love)                                | CD                      | 32XA-102         |
| 4th                  | 1987年10月25日   | STORY                                                         | LP                      | ALR-28104        |
| 4th                  | 1987年10月25日   | STORY                                                         | CD                      | 32XA-177         |
| 5th                  | 1988年2月25日    | アイシス (ISIS)                                               | LP                      | ALR-28105        |
| 5th                  | 1988年2月25日    | アイシス (ISIS)                                               | CD                      | 32XA-200         |
| 6th                  | 1989年7月25日    | ラプソディ・イン・ザ・トワイライト (Rhapsody in the Twilight) | CD                      | 29A2-22          |
| 7th                  | 1990年9月10日    | いたずら天使 (Little Rascals)                                 | CD                      | ALCA-60          |
| アルファミュージック |                  |                                                               |                         |                  |
| 8th                  | 1995年10月25日   | ドライブ・マイ・カー (Drive My Car)                           | CD                      | ALCA-5050        |
| 9th                  | 1996年7月24日    | カラー・オブ・ザ・シーズンズ (COLOR OF THE SEASONS)           | CD                      | ALCA-5090        |
| Ki/oon               |                  |                                                               |                         |                  |
| 10th                 | 2001年4月25日    | ヘヴンリー (Heavenly Resort Music Series HAWAII)              | CD                      | KSC2-376         |
| 10th                 | 2001年5月9日     | ヘヴンリー (Heavenly Resort Music Series HAWAII)              | SA-CD                   | KSG2-9001        |
| PREMIER              |                  |                                                               |                         |                  |
| 11th                 | 2006年12月20日   | ISIS 2                                                        | CD                      | PMR-2023         |
| PALM TREE MUSIC      |                  |                                                               |                         |                  |
| 12th                 | 2009年10月21日   | いつかどこかで (Somewhere Down the Road)                      | CD                      | ZQPT-1001        |
| アルファミュージック |                  |                                                               |                         |                  |
| 13th                 | 2022年7月27日    | Angels in Dystopia Nocturnes & Preludes                       | Blu-spec CD2            | MHCL-30735       |
| 13th                 | 2022年12月3日    | Angels in Dystopia Nocturnes & Preludes -Analog Edition-      | - LP - (完全生産限定盤) | MHJL-243         |
| 14th                 | 2025年6月25日    | The Dark Night Rhapsodies                                     | SACD-Hybrid             | MHCL-10184       |

#### ベストアルバム
|                              | 発売日           | タイトル                                                                                 | 規格             | 規格品番         |
| アルファレコード             | アルファレコード | アルファレコード                                                                         | アルファレコード | アルファレコード |
| ---------------------------- | ---------------- | ---------------------------------------------------------------------------------------- | ---------------- | ---------------- |
| 1st                          | 1988年7月25日    | アナザー・グラフィティ (Another Graffiti)                                                | LP               | ALR-28111        |
| 1st                          | 1988年7月25日    | アナザー・グラフィティ (Another Graffiti)                                                | CD               | 32XA-213         |
| -                            | 1992年           | 地球の詩 〜異国の女たち〜                                                                | CD               | FACL-185         |
| 2nd                          | 1993年11月21日   | オリジナル・サウンドトラック・ベスト・コレクション (Original Soundtrack Best Collection) | CD               | ALCA-537         |
| アルファミュージック         |                  |                                                                                          |                  |                  |
| -                            | 1995年           | TOSHIFUMI HINATA TV HITS COLLECTION                                                      | CD               | FACL-30446       |
| 3rd                          | 1997年2月26日    | オリジナル・サウンド・ベスト・コレクション (Original Sound Best Collection)              | CD               | ALCA-5143/4      |
| 4th                          | 1997年7月24日    | ピアノ・ソロ (Piano Solo 〜The Best Collection〜)                                        | CD               | ALCA-5181        |
| ポニーキャニオン             |                  |                                                                                          |                  |                  |
| 5th                          | 1997年7月24日    | ロマンティック・ベスト (Romantic Best)                                                   | CD               | PCCR-00295       |
| Sony Music Direct / GT music |                  |                                                                                          |                  |                  |
| 6th                          | 2007年6月20日    | オーガニック・スタイル 日向敏文 the BEST〜In the Twilight〜                              | CD               | MHCL-1101/2      |

#### リミックスアルバム
|                  | 発売日           | タイトル            | 規格             | 規格品番         |
| アルファレコード | アルファレコード | アルファレコード    | アルファレコード | アルファレコード |
| ---------------- | ---------------- | ------------------- | ---------------- | ---------------- |
| 1st              | 1991年7月1日     | プレミア (Premiere) | CD               | ALCA-155         |

#### サウンドトラック
|                      | 発売日           | タイトル                                                          | 規格             | 規格品番         |
| アルファレコード     | アルファレコード | アルファレコード                                                  | アルファレコード | アルファレコード |
| -------------------- | ---------------- | ----------------------------------------------------------------- | ---------------- | ---------------- |
| 1st                  | 1991年2月10日    | 東京ラブストーリー                                                | CD               | ALCA-111         |
| 2nd                  | 1992年2月5日     | 愛という名のもとに                                                | CD               | ALCA-250         |
| 3rd                  | 1993年5月1日     | ひとつ屋根の下                                                    | CD               | ALCA-480         |
| 4th                  | 1993年7月21日    | ええにょぼ                                                        | CD               | ALCA-500         |
| 5th                  | 1994年2月1日     | 陽のあたる場所                                                    | CD               | ALCA-559         |
| アルファミュージック |                  |                                                                   |                  |                  |
| 6th                  | 1994年11月9日    | 妹よ                                                              | CD               | ALCA-5021        |
| 7th                  | 1995年8月9日     | いつかまた逢える                                                  | CD               | ALCA-5037        |
| 東芝EMI              |                  |                                                                   |                  |                  |
| 8th                  | 1997年2月8日     | 彼 オリジナル・サウンドトラック                                   | CD               | TOCT-9845        |
| ポニーキャニオン     |                  |                                                                   |                  |                  |
| 9th                  | 1997年5月2日     | ひとつ屋根の下2 オリジナル・サウンドトラック                      | CD               | PCCR-00255       |
| 10th                 | 1998年4月29日    | ブラザーズ オリジナル・サウンドトラック                           | CD               | PCCR-00279       |
| Ki/oon               |                  |                                                                   |                  |                  |
| 11th                 | 2000年2月23日    | モナリザの微笑 オリジナルサウンドトラック                         | CD               | KSC2-338         |
| ポニーキャニオン     |                  |                                                                   |                  |                  |
| 12th                 | 2009年8月19日    | ブザー・ビート〜崖っぷちのヒーロー〜 オリジナル・サウンドトラック | CD               | PCCR-00485       |

### タイアップ
| 楽曲                                   | タイアップ                                                 | 収録作品                                           |
| -------------------------------------- | ---------------------------------------------------------- | -------------------------------------------------- |
| Sarah's Crime                          | シャープ『AVテレビ』CF曲                                   | アルバム『サラの犯罪』                             |
| Sarah's Crime                          | FM横浜『グリコ・カルチャーデザート』テーマ曲               | アルバム『サラの犯罪』                             |
| Sarah(1.Adagio,2.Rondeau,3.Menuet)     | 『トヨタ・カローラFX』CM曲                                 | アルバム『サラの犯罪』                             |
| Pentimento                             | 『トヨタ・カローラFX』CM曲                                 | アルバム『サラの犯罪』                             |
| 異国の女たち                           | フジテレビ系TV『男女7人夏物語、秋物語』挿入曲              | アルバム『夏の猫』                                 |
| Menuet                                 | DE BEERSダイヤモンドCF曲                                   | アルバム『ひとつぶの海』                           |
| Ode to the Unknown                     | 映画『Pavee Lackeen the Traveller Girl』エンディングテーマ | アルバム『アイシス』                               |
| Les Enfants                            | NHK『にっぽん水紀行』テーマ曲                              | ベストアルバム『アナザー・グラフィティ』           |
| Mirage                                 | NHK『にっぽん水紀行』テーマ曲                              | ベストアルバム『アナザー・グラフィティ』           |
| ラ・コート・サンセット                 | オンワード樫山“SUIVI”CF曲                                  | シングル「ラ・コート・サンセット」                 |
| Théme                                  | オンワード樫山“SUIVI”CF曲                                  | アルバム『いたずら天使』                           |
| Little Rascal                          | オンワード樫山“SUIVI”CF曲                                  | アルバム『いたずら天使』                           |
| Maison Branch                          | オンワード樫山“SUIVI”CF曲                                  | アルバム『いたずら天使』                           |
| Woman in the Isle                      | JION CO., LTD“ラ・モーダ・デ・ピアチェーレ”CF曲            | アルバム『いたずら天使』                           |
| Aténa                                  | JION CO., LTD“ラ・モーダ・デ・ピアチェーレ”CF曲            | アルバム『いたずら天使』                           |
| メイン・テーマ〜フレンズ               | フジTV系全国ネット『愛という名のもとに』挿入曲             | シングル「メイン・テーマ〜フレンズ」               |
| ヤング・メモリー〜貴子のテーマ         | フジTV系全国ネット『愛という名のもとに』挿入曲             | シングル「メイン・テーマ〜フレンズ」               |
| ライク・ア・レインストーム             | フジTV系ドラマ『ひとつ屋根の下』メインテーマ               | シングル「ライク・ア・レインストーム」             |
| 悠希のテーマ〜メインテーマ             | NHK連続テレビ小説『ええにょぼ』メインテーマ                | シングル「悠希のテーマ〜メインテーマ」             |
| メイン・タイトル〜イザカヤ・ストーリー | フジTV系ドラマ『陽のあたる場所』メインテーマ               | シングル「メイン・タイトル〜イザカヤ・ストーリー」 |
| マドルガーダ・セレーナ 〜朝もやの海    | ポーラ“エスティナ”CFイメージ曲                             | シングル「マドルガーダ・セレーナ 〜朝もやの海」    |

## 音楽担当

### テレビ音楽

#### ドラマ
- 東京ラブストーリー（1991年、フジテレビ）
- 愛という名のもとに（1992年 フジテレビ）
- チロルの挽歌 (1992年、NHK）
- 新春ドラマSP 家族の食卓～天使の梯子 (1993年 フジテレビ）
- ひとつ屋根の下 （1993年、フジテレビ）
- NHK連続テレビ小説（NHK）
  - ええにょぼ（1993年）
- 陽のあたる場所 （1994年、フジテレビ）
- 妹よ（1994年、フジテレビ）
- サザンスコール（1994年、NHK BS2）
- いつかまた逢える（1995年、フジテレビ）
- ひとつ屋根の下2（1997年、フジテレビ）
- 彼 (1997年、関西テレビ、フジテレビ)
- ブラザーズ（1998年、フジテレビ）
- モナリザの微笑（2000年、フジテレビ）
- ブザー・ビート〜崖っぷちのヒーロー〜（2009年、フジテレビ）
- Forever (米国TVドラマシリーズ) : Season 1, Episode 7 "Oceanside" Soundtrack "Reflections"  (2018年 Amazon TV Series, USA)

#### ドキュメンタリー
- ETV特集（NHK教育テレビジョン）
  - 女ひとり70歳の茶事行脚 (2016年)
  - 老いて一人なお輝く、一人芝居50年 (2017年 NHK)
  - おうちへ帰ろう (2022年 NHK)
  - 命と向き合った日々 (2024年 NHK) 第62回ギャラクシー賞(上期)受賞
- ザ・ノンフィクション (フジテレビ)
  - 愛のチカラ (2016年)
  - 母の涙と罪と罰 (2018年)
  - 一人で生きていても (2019年)
  - 生まれてくれて ありがとう ～ピュアにダンス 待寺家の17年～ (2020年)
  - 母の涙と罪と罰 2020 前編 元ヤクザ マナブとタカシの5年 (2020年)
  - 母の涙と罪と罰 2020 後編 元ヤクザと66歳の元受刑者 (2020年)
  - 奇跡の夏に輝いて ピュアにダンス 待寺家の18年 (2021年)
  - 僕とあなたのあしたは... 海を超えた結婚の行方 (2023年)
  - 僕とあなたのあしたは... 海を超えた結婚の行方 (2023年 BSフジ特別篇)
  - ひきこもって37年 母と息子の小さな食卓 (2025年)
- 四国歩き遍路の旅 (2017年 旅チャンネル)
- Tsuruko's Tea Journey (2018年 NHKワールド JAPAN)
- NHK BS1スペシャル
  - 私は左手のピアニスト～希望の響き 世界初のコンクール～ (2019年 NHK BS1)
  - ハルカとカイト 舞台に立つ ～宮本亞門とダウン症の青年たち～ (2021年 NHK)
- NHK BS1 ザ・ヒューマン
  - 女ひとりドイツ茶事行脚 (2020年 NHK BS1)

## 楽曲提供
- 熊本マリ
  - 秘密（編曲）
  - 庭で遊ぶ少女達（編曲）
  - 懺悔すれどなおわが罪は深く（編曲）
  - 玩具箱と別れた頃（編曲）
  - 鏡と噴水（編曲）
  - うれしい手紙が来た（編曲）
  - 恋に妙薬はない（編曲）
  - 遠いむかしの祭り（編曲）
  - 異教徒たちの村にて（編曲）
  - 祝祭日（編曲）
  - 舟は出た梶もないまま（編曲）
  - 雨上りの遊園地（編曲）
- KOKIA
  - 愛しているから（作曲・編曲）
- 鈴木ほのか
  - 雨のあとに（作曲・編曲）
- ダイアナ・ロス
  - When You Dream（作曲）
- 竹内結子
  - ただ風は吹くから（作曲・編曲）
- 中山美穂
  - 幸せになるために（作曲・編曲）
- 早瀬優香子
  - 2/3 amino co dé ji（作曲・編曲）
  - シニアな記憶（作曲・編曲）
- Fruri
  - そばにいたい（作曲・編曲）
- 松たか子
  - 雨の色（作曲・編曲）
  - 沈丁花（作曲・編曲）
- Le Couple
  - ひだまりの詩（作曲・編曲）
  - もしもあなたと暮らせたら（作曲・編曲）
  - 逢えてよかった（作曲・編曲）
- 渡辺未央
  - そばにいてよテディベア（作曲・編曲）

## プロデュース
- 熊本マリ
  - 『ファリャ:スペインの庭の夜*交響的印象』
- KOKIA
  - 『Songbird 』
- 佐藤奈々子
  - 『Fear and Loving』
- シャカラ
  - 『レシーフェの風』
- Kokia
  - 「ありがとう…」
- ル・クプル
  - 『Another Season -5番目の季節-』
  - 「もしもあなたと暮せたら/縁は異なもの」
  - 『小さな願い』
- 渡辺未央
  - 『CRAZY LOVE』

## 参加作品
- 戸川純
  - 『玉姫様』
  - 『詩人の家』

### サウンドトラック
- Here We Are Again〜ロングバケーション オリジナル・サウンドトラックIII

## リミックス
- エターナル
  - Think About Me CM Remix